# Lamyra macrostachya
Lamyra macrostachya là một loài thực vật có hoa trong họ Cúc. Loài này được (Trautv.) Tamamsch. mô tả khoa học đầu tiên năm 1954.